# Brandon Douglas
Brandon Sokolosky, connu sous le nom de scène Brandon Douglas (né le 21 juin 1968 à Oklahoma City) est un acteur américain.

## Biographie
Brandon Douglas s'est fait connaître dans la série télévisée Falcon Crest, dans laquelle il joue le rôle de Ben Agretti de 1988 à 1989. Il a également interprété le Dr Andrew Cook dans la série de CBS Docteur Quinn, femme médecin. 
Ses autres apparitions sont dans 21 Jump Street, Bienvenue en Alaska (Northern Exposure), Matlock, Assassiner She Wrote, et JAG. Il a également partagé la vedette avec Cameron Frye dans la sitcom Ferris Bueller.
Né à Oklahoma City, Brandon Douglas a grandi à Dallas, au Texas. Il a été marié à l'actrice Julie Condra.

## Filmographie

### Cinéma
- 1985 : Papa Was a Preacher de Steve Feke
- 1988 : Et si on le gardait ? (For Keeps?) de John G. Avildsen

#### Séries télévisées
- 1987 : Quoi de neuf docteur ? : Scott Coffer
- 1987, 1988 : 21 Jump Street : Kenny Weckerle (saison 1, épisode 1, et saison 2, épisode 15)
- 1993 : Promo 96 : Whitney Reed
- 1993 : Beverly Hills 90210 : Mike Ryan
- 1995-1998 : Docteur Quinn, femme médecin : Randolph Cummings et Andrew Cook (saisons 4 à 6)
- 1995 : Arabesque : Pete
- 1999 : Snoops : Steven
- 2001 : JAG : Sgt. Simpkins
- 2006 : MI-5 : Steven

#### Téléfilms
- 1990 : Chips, Chien de Combat : Danny Stauffer
- 1995 : Accusée d'amour : Garrett Evans
- 1996 : L'Innocence perdue : Michael
- 2001 : Dr Quinn : femme médecin : Dame de cœur : Dr. Andrew Cook